# Jezioro Luterskie
Jezioro Luterskie – jezioro w Polsce, położone województwie warmińsko-mazurskim, w powiecie olsztyńskim, w gminie Kolno, leżące na terenie Wysoczyzny Jeziorańsko-Bisztyneckiej.

## Ukształtowanie
Jest jeziorem typu sielawowego. Morenowe jezioro rozciągające się z północnego wschodu na południowy zachód, o urozmaiconej linii brzegowej, z dużymi półkolistymi zatokami na północy i północnym zachodzie oraz wyspą w tej partii akwenu. W części północno-wschodniej przewężenie łączy jezioro Luterskie z trzecią zatoką, wyodrębnioną czasem jako jezioro Luterskie Małe. Jezioro Luterskie łączy się rowami z jeziorami Bierdawami i Kikitami, a z jego południowo-zachodniego końca wypływa rzeka Symsarna do jeziora Ławki. Wysokie i dość strome brzegi są od strony południowej porośnięte lasem, na pozostałych partiach brzegi niskie, gdzie dominują pola uprawne i łąki. Przy północno-wschodniej zatoce leży wieś Lutry, a przy południowej części wschodniego brzegu Kikity.
Jezioro jest obecnie dzierżawione przez Gospodarstwo Rybackie Olsztyn.

## Dane morfometryczne
Powierzchnia zwierciadła wody według różnych źródeł wynosi od 687,5 ha do 691,1 ha.
Zwierciadło wody położone jest na wysokości 140,9 m n.p.m. lub 141,4 m n.p.m. Średnia głębokość jeziora wynosi 7,2 m, natomiast głębokość maksymalna 20,7 m.
W oparciu o badania przeprowadzone w 1999 roku wody jeziora zaliczono do II klasy czystości i II kategorii podatności na degradację.